# Matará (encomienda)

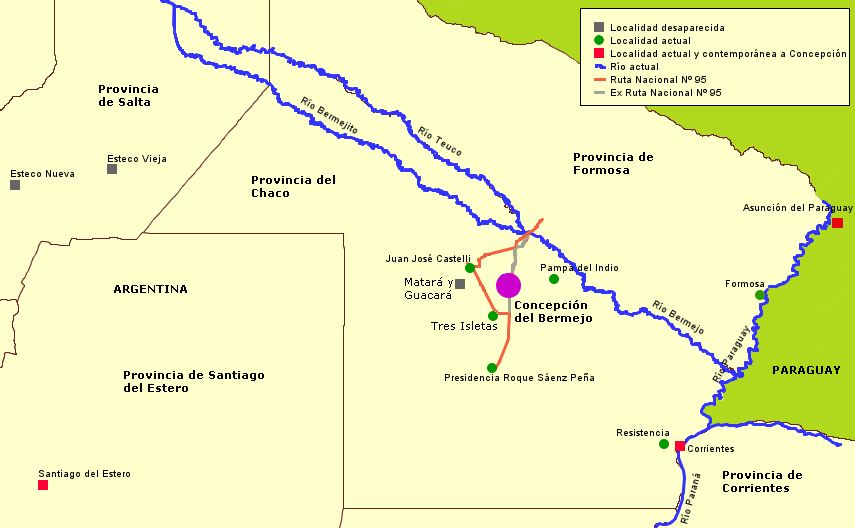
Mapa de Matará e Guacará na divisão política atual.

Matará foi um grupo étnico indígena da Argentina, que foi submetido à política das encomiendas, e localizava-se próximo a Guacara e Talavera de Esteco, ambas fundados em 1584. Assim que fundou Concepción de Buena Esperanza, Alonso de Vera y Aragón y Calderón se dirigiu a elas por considerar que se tratava de uma jurisdição e as ocupou, fazendo o uso da encomienda. Esta ação provocou um desentendimento com o rei da Espanha.